# Pholidoscelis erythrocephalus
Pholidoscelis erythrocephalus (крістоферська амейва) — вид ящірок родини теїдових (Teiidae). Мешкає на Карибах.

## Опис
Довжина дорослих самців Pholidoscelis erythrocephalus (без врахування хвоста) становить 13,5 см. Верхня частина тіла у дорослих особин темно-коливково-зелена з червонувато-коричневим відтінком. Голова червонувата, боки більш рожеві. Нижня частина тіла сизо-сіра, горло і підборіддя персикові, розділені темною плямою. Боки плямисті, мармурові, на спині і боках є вузькі смуги, які зникають ближче до хвоста.

## Поширення і екологія
Крістоферські амейви мешкають на островах Сінт-Естатіус, Сент-Кіттс і Невіс. Вони живуть в тропічних лісах, парках і садах. Живляться безхребетними та іншими ящірками. Відкладають яйця.

## Збереження
МСОП класифікує стан збереження цього виду як близький до загрозливого. Pholidoscelis erythrocephalus загрожує хижацтво з боку інтродукованих мангустів.